# 임실군수
임실군수는 전북특별자치도 임실군의 군수이다.

## 역대 임실군수
| 대수   | 이름   | 임기 | 비고1    | 비고2                   |
| ------ | ------ | ---- | -------- | ----------------------- |
| 제1대  | 홍재표 |      |          | 전북특별자치도 임실군수 |
| 제2대  | 박종환 |      |          | 전북특별자치도 임실군수 |
| 제3대  | 손명수 |      |          | 전북특별자치도 임실군수 |
| 제4대  | 송경식 |      |          | 전북특별자치도 임실군수 |
| 제5대  | 정봉태 |      |          | 전북특별자치도 임실군수 |
| 제6대  | 정영환 |      |          | 전북특별자치도 임실군수 |
| 제7대  | 양용조 |      |          | 전북특별자치도 임실군수 |
| 제8대  | 양창현 |      |          | 전북특별자치도 임실군수 |
| 제9대  | 송복주 |      |          | 전북특별자치도 임실군수 |
| 제10대 | 김성용 |      |          | 전북특별자치도 임실군수 |
| 제11대 | 유상순 |      |          | 전북특별자치도 임실군수 |
| 제12대 | 전한상 |      |          | 전북특별자치도 임실군수 |
| 제13대 | 이화익 |      |          | 전북특별자치도 임실군수 |
| 제14대 | 육완기 |      |          | 전북특별자치도 임실군수 |
| 제15대 | 문필병 |      |          | 전북특별자치도 임실군수 |
| 제16대 | 이석재 |      |          | 전북특별자치도 임실군수 |
| 제17대 | 최완상 |      |          | 전북특별자치도 임실군수 |
| 제18대 | 권용주 |      |          | 전북특별자치도 임실군수 |
| 제19대 | 박판서 |      |          | 전북특별자치도 임실군수 |
| 제20대 | 방병기 |      |          | 전북특별자치도 임실군수 |
| 제21대 | 이화영 |      |          | 전북특별자치도 임실군수 |
| 제22대 | 최용복 |      |          | 전북특별자치도 임실군수 |
| 제23대 | 이상칠 |      |          | 전북특별자치도 임실군수 |
| 제24대 | 유완순 |      |          | 전북특별자치도 임실군수 |
| 제25대 | 송재구 |      |          | 전북특별자치도 임실군수 |
| 제26대 | 정재봉 |      |          | 전북특별자치도 임실군수 |
| 제27대 | 송하철 |      |          | 전북특별자치도 임실군수 |
| 제28대 | 이윤갑 |      |          | 전북특별자치도 임실군수 |
| 제29대 | 김만종 |      |          | 전북특별자치도 임실군수 |
| 제30대 | 이용규 |      |          | 전북특별자치도 임실군수 |
| 제31대 | 하광선 |      |          | 전북특별자치도 임실군수 |
| 제32대 | 류만영 |      |          | 전북특별자치도 임실군수 |
| 제33대 | 정해순 |      |          | 전북특별자치도 임실군수 |
| 제34대 | 이덕규 |      |          | 전북특별자치도 임실군수 |
| 제35대 | 이철규 |      |          | 전북특별자치도 임실군수 |
| 제36대 | 박서영 |      |          | 전북특별자치도 임실군수 |
| 제37대 | 노병일 |      |          | 전북특별자치도 임실군수 |
| 제38대 | 이형로 |      | 민선 1기 | 전북특별자치도 임실군수 |
| 제39대 | 이형로 |      | 민선 2기 | 전북특별자치도 임실군수 |
| 제40대 | 이철규 |      | 민선 2기 | 전북특별자치도 임실군수 |
| 제41대 | 이철규 |      | 민선 3기 | 전북특별자치도 임실군수 |
| 제42대 | 김진억 |      | 민선 3기 | 전북특별자치도 임실군수 |
| 제43대 | 김진억 |      | 민선 4기 | 전북특별자치도 임실군수 |
| 제44대 | 강완묵 |      | 민선 5기 | 전북특별자치도 임실군수 |
| 제45대 | 심민   |      | 민선 6기 | 전북특별자치도 임실군수 |
| 제46대 | 심민   |      | 민선 7기 | 전북특별자치도 임실군수 |

## 같이 보기
- 임실군수 선거